# Dzacabuchén
Dzacabuchén är en ort i Mexiko.   Den ligger i kommunen Champotón och delstaten Campeche, i den östra delen av landet, 900 km öster om huvudstaden Mexico City. Dzacabuchén ligger 11 meter över havet och antalet invånare är 257.
Terrängen runt Dzacabuchén är platt. Runt Dzacabuchén är det glesbefolkat, med 11 invånare per kvadratkilometer. Närmaste större samhälle är Aquiles Serdán, 8,6 km söder om Dzacabuchén. I omgivningarna runt Dzacabuchén växer i huvudsak lövfällande lövskog.